# Tufo giallo napoletano (eruzione)
Il tufo giallo napoletano (TGN) è stata un'eruzione vulcanica di tipo pliniano avvenuta 15 000 anni fa, seconda eruzione per energia liberata e impatto sul territorio campano, ed è attribuita al vulcano Campi Flegrei.
L'eruzione prende il nome dal materiale prodotto, il Tufo giallo napoletano, che ha modellato la morfologia della zona occidentale di Napoli ed è utilizzato per le costruzioni sin dall'antichità insieme alla pozzolana, altro materiale caratteristico di questa eruzione.
L'eruzione avrebbe determinato la formazione della seconda caldera all'interno della più vasta già esistente formatasi con la precedente grande eruzione dell’Ignimbrite campana.
Il volume di magma eruttato varia tra i 20 km³ e i 40 km³, e avrebbe ricoperto una superficie di 1000 km².